# آسیاب ترک‌آباد
آسیاب ترک آباد مربوط به دوره قاجار است و در شهرستان اردکان، بخش مرکزی، روستای ترک آباد واقع شده و این اثر در تاریخ ۱۶ شهریور ۱۳۸۳ با شمارهٔ ثبت ۱۱۰۷۱ به‌عنوان یکی از آثار ملی ایران به ثبت رسیده است.